# Kostrzewa, huyện Koszaliński
Kostrzewa [kɔsˈtʂɛva] (tiếng Đức: Wilhelmsthal) là một khu định cư ở khu hành chính của Gmina Manowo, thuộc quận Koszalin, West Pomeranian Voivodeship, ở phía tây bắc Ba Lan.
Trước năm 1945, khu vực này là một phần của Đức. Đối với lịch sử của khu vực, xem Lịch sử của Pomerania.